# I. babiloni dinasztia
Az I. babiloni dinasztia az amoriták letelepedésétől az Óbabiloni Birodalom bukásáig tartó periódus Mezopotámiában.
Mezopotámiának ez a része az i. e. 3. évezred második felében Akkád uralkodóinak birtokában volt. Az akkád uralmat az Arábia felől betörő sémi amoriták és a dél-perzsiai elámiak támadása döntötte meg. Az amorita uralkodók egyik leszármazottja az i. e. 19. században a jelentéktelen Babilont tette székhellyé, és megalapította az első babiloni dinasztiát.
Az első babiloni dinasztia hatalmának a kis-ázsiai hettiták betörése, majd Perzsia felől a kasszita hódítás vetett véget. A kasszita királyok uralma Babilóniában az i. e. 16. századtól az i. e. 12. századig tartott, ez a középbabiloni kor. Az i. e. 13. századtól egyre gyakrabban ismétlődtek meg az asszír támadások. Az i. e. 12. században az elámiak nyomása megdöntötte a kasszita dinasztiát, de Babilon politikai-gazdasági hatalma ezután sem érte el a régi, óbabiloni fokot.

## Története

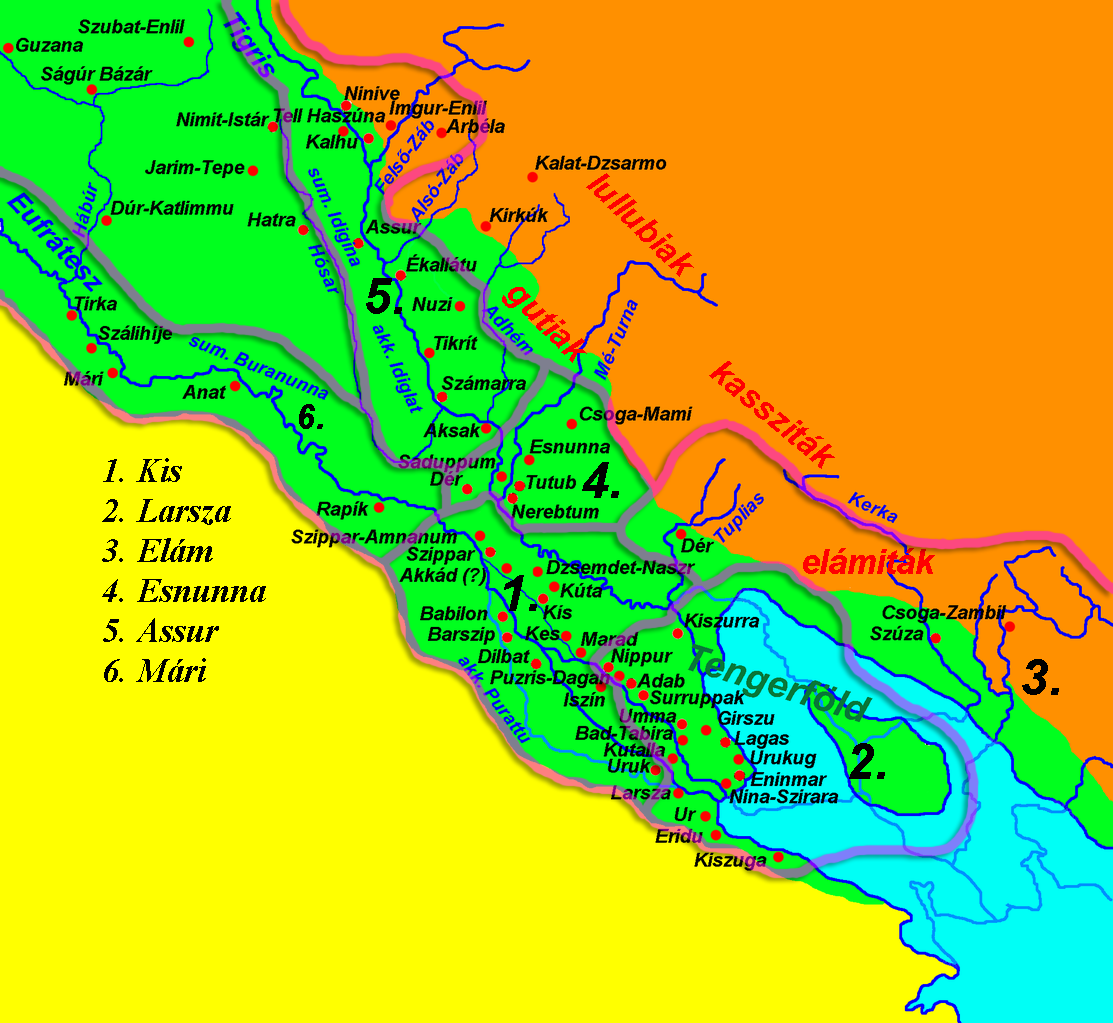
Mezopotámia az Óbabiloni Birodalom kialakulása előtt, kb. i. e. 1890-ben

### Előzmények
Az amorita Babilon egy amorita származású dinasztia fősége alatt jött létre. Ez a sémi népcsoport már az i. e. 3. évezred elején megjelent a Közel-Keleten és Mezopotámiában, több várost alapítottak és beköltöztek a régi városokba is. Nem tudni, saját magukat milyen néven nevezték, az „amorita” egyszerűen csak annyit jelent: nyugati, ezért ezt a csoportot a tudomány is nyugati sémik, nyugati szemiták néven emlegeti. Etnogenezisük és származási helyük éppúgy ismeretlen, mint a sumer népé, nyelvük a szemita nyelvek közé tartozik. Két igen jelentős várost alapítottak az i. e. 3. évezredben, Larszát és Íszínt, amelyek hosszú ideig sikerrel egyensúlyoztak a keleti elámiták és az északnyugati asszírok között. A gutiak (qútúk) kiűzésétől Hammurapi koráig a legjelentősebb városok közt voltak.
Az uri III. dinasztia bukása után kényes egyensúlyi helyzet állt elő. Az i. e. 3. évezred végére Íszín és Larsza amorita királyságok kicsiny, de gazdag területek felett uralkodtak, Elám Urt fenyegette, végül fel is számolta, és Ur területeit Larsza kebelezte be, mivel az elámiták nem tudtak hosszabb időre berendezkedni az Alsó-Folyamközben. Mári az Eufrátesz mentén, Esnunna pedig a Tigris mentén birtokolt nagyobb kiterjedésű földeket. A Tigris középső szakaszát Assur uralta szilárdan. Ebla Jeruzsálem vonalától a Hábúrig és Melídig (görög nevén Meliténé) terpeszkedett. E prebabiloni kor királyságai már valódi államok voltak, azok minden jellemzőjével, melyekben a sumerek (mint etnikum) sehol sem játszottak lényeges szerepet. Mintegy száz év telt el az akkád utódállamok szüntelen hadakozásával, mely események általános tendenciájává vált Iszín és Larsza lassú térnyerése Mári, Esnunna és Elám rovására. E két városállam Dél-Mezopotámia vezető hatalmává vált. Az i. e. 20. században még Íszín hatalma rendíthetetlen volt, de Lipit-Istár íszíni lugal (városkörnyék uralkodója) törvénygyűjteménye megváltoztatta a történelem menetét.
Lipit-Istár ugyanis nem tett különbséget a hadifogoly-rabszolga, az adósrabszolga és a vásárolt rabszolga között. Megszűnt a törvényi különbözőség az őslakó sumer, akkád és a hódító amorita etnikum között. A nippuri töredékekből kiolvasható szemléletváltozás nagy léptékű felkelésekhez vezetett, valószínűleg ezek egyike alatt vesztette életét maga Lipit-Istár is. Annyi bizonyos, hogy a lázongásokat véglegesen már utódja, Ur-Ninurta verte le.
Az események következtében Íszín rövid időre meggyengült a belső helyzet miatt, s ezt kihasználva Larsza hamarosan meghódította Urt és Nippurt. Ilyen módon Iszín és Larsza között rövid időre kiegyenlítődtek az erőviszonyok. Larsza városa azonban mindkét folyam torkolatvidékét ellenőrizte, amely kereskedelmi monopóliummal és harci stratégiai előnyökkel járt. Gungunum király egy felirata szerint egyetlen éjszaka alatt felépítette Larszát, szabályozta a Purattut (Eufrátesz), visszaverte Esnunna hadseregét. Nem kétséges, hogy Gungunum volt a larszai amorita dinasztia legnagyobb uralkodója, egy gazdag, és ebből kifolyólag erős állam feje.
Íszín sorsa azután valamikor az i. e. 19. században megpecsételődött. Egy újabb amorita törzs hatolt be területére – melynek neve ismeretlen –, és Ur-Ninurta a lázongásoktól és területveszteségektől meggyengült állama nem tudta megakadályozni a végleges letelepedésüket a királyság területének kellős közepén. A Szumuabum által vezetett amoriták két évvel Ur-Ninurta halála után már erős fejedelemségbe tömörültek a valószínűleg általuk alapított Bâbil (Babilon = Az istenek kapuja) város körzetében. Első székhelyük sem ismert, Babilonba csak később költöztek át.

### Kialakulása
Szumuabum ténykedéséről nem sokat tudni, mint ahogy közvetlen utódjairól (Szumu-la-Él, Szábium, Apil-Szín) sem. De negyedik utódja, Szín-muballit alatt Babilon városa már egyenrangú volt Larszával és Íszínnel. A néhány konkrétum között említendő, hogy már Szumu-la-Él Babilon várost tette meg fővárosává, ugyanő valószínűleg rendeletgyűjteményt is kiadott, Szábium pedig elfoglalta Kist, s a gyengülő Íszín semmi ellenállást nem tanúsíthatott. Az első babiloni dinasztia négy nemzedék alatt új hatalmi központot alakított ki.
Az i. e. 19. század folyamán az elámita királyok gyakran betörtek Larsza és Esnunna területére. Elám határvidéki területének, Emut-Baalnak elöljárói egyéni akciókat vezettek. Ilyen volt Kuturmapuk (Kudur-Mabuk) is, aki saját fiát ültette Larsza trónjára. Így Larsza Elám függvényévé vált, de önálló státuszban.
Szín-muballit Babilon városban ekkor az elámita Varad-Szín, majd annak utódja és testvére, Rím-Szín főhatóságát ismerte el. A helyzetfelismerés nagyszerűnek bizonyult, az Íszín ellen felvonuló Larsza és Babilon hadereje felszámolta Íszínt. Mindezek ellenére az i. e. 19. század nagyhatalmai közé még nem sorolható be Babilon. A vezető területek Esnunna, Mári, Larsza, Assur, valamint a peremvidéken Katna és Jamhad. Ismertetőjük az önálló, független államiság léte. A kisebb, függőségben álló fejedelemségek, azaz a második vonal Ugarit, Idamaraz, Ebla, Kussúkhe és Babilon. Babilon e második vonalból szívós munkával küzdötte fel magát az elsőbe - majd vált az egyetlenné. Ennek egyik első lépcsőfoka Íszín, a nagy hegemón eltakarítása volt.
Az i. e. 19. században azonban még úgy tűnt, a legfőbb hegemón címének megszerzésére Assurnak van a legnagyobb esélye - mondhatni az akkád birodalom feltámasztására tört, s talán ennek része volt az egyre fokozódó akkád kultúra-átvétel is. Az ezredfordulótól kezdve asszír telepesek hullámai indultak északnyugat felé, fel a Tigris mentén, majd átkelve az Eufráteszen egészen Anatólia szívéig, azaz nagyjából a korábbi Akkád Birodalom keleti peremvidékéig. A Halüsz-folyó melletti Kanis vált az egyik legjelentősebb asszír kereskedő-kolóniává. Vitatott, hogy az Assurtól Kanisig terjedő óriási terület mennyiben volt része az asszír államnak, de maga a jelenség – óasszír kereskedelem – is figyelemre méltó. Az eredeti alapnépességet itt is elárasztották az amoriták. Ez idő tájt az asszír anyaországot a subartu (vagy szubar) törzsek nyugtalanították, akik a hurrita szállásterületekkel határos vidékeken laktak. A nyugati sémiták terjeszkedésének első lépcsőjeként amorita vezérek kerültek hatalomra Assurban, mint például Ila-kabkabi. Az i. e. 18–19. század fordulóján az asszír Óbirodalom egyik legnagyobb taktikusa lépett trónra - I. Samsi-Adad, Ila-kabkabi fia -, aki azonban rossz stratégának bizonyult.
Az amorita Samsi-Adad úgy jutott Közép-Mezopotámia szomszédságába, hogy legyőzte az egymással marakodó Márit és Esnunnát. Kihasználva a Máriban kitört palotaforradalmat (az sem kizárt, hogy benne volt a keze a kirobbantásában) meggyilkoltatta Jahdun-Lim királyt és egész családját. A mészárlásból csak Jahdun-Lim egyetlen fia, Zimrí-Lim menekült meg. Samsi-Adad miután az amorita törzsterületeket is behódolásra kényszerítette, kora legerősebb uralkodójává vált. Délnyugaton Libanonig, délkeleten Esnunnáig háborúzott, többnyire sikerrel.

### Hammurapi
Babilonban Szín-muballit utódja Hammurapi lett. Másodrendű fejedelemsége jó 12 esztendőn át Samsi-Adad főségét ismerte el. Így viszonylag szabad kezet kapott Assurtól, melyet arra használt fel, hogy pozícióharcot kezdjen az Íszín bukása után önállóvá váló IV. uruki dinasztiával szemben. Ehhez ismét Larsza lett a segítőtárs, s együttes erővel elfoglalták Urukot. Néhány kisebb északi fejedelemség elfoglalásával északi határait is megerősítette.
Mind Samsi-Adad Assurban, mind Rím-Szín Larszában elszámította magát Hammurapival kapcsolatban. Az asszír király Hammurapi hűségnyilatkozatát fogadta el, az elámita pedig a szövetségben bízott. Rím-Szín későn döbbent rá hibájára, Samsi-Adad pedig nem érte meg Hammurapi színeváltozását. Samsi-Adad 3 évvel később meghalt, s Hammurapi az utódját, I. Ismé-Dagant már nemhogy nem ismerte el főnökéül, de elhódította Márit és vele annak törvényes uralkodóját, Zimrí-Limet. Ez utóbbit azonmód visszaültette atyja trónjára - nyilvánvalóan ütközőállamot hozott létre saját területe és az óriás szomszéd, Assur között. Mellékesen értékes szövetségest nyert minden hadszíntéren. A babiloni-máribeli haderő egyik első ténykedése az amorita törzsterületek felperzselése volt, s ennek esett áldozatul Ebla is, amely soha többet nem nyerte vissza jelentőségét. E hadmozdulatok elsődleges célja vélhetően az asszír kereskedőkolóniák elszakítása volt az anyaországtól úgy, hogy a lehető legkevesebb támadási felületet nyújtson közben Ismé-Dagan számára. Assurt gyengítette Esnunna elszakadása is, amely viszont igen kevés mozgástérrel rendelkezett, hiszen Mári, Larsza és Assur közé ékelődött be. Zimrí-Lim sem tudta atyái hagyományait feledni, s friss hatalmának teljes - maradék - súlyát Esnunna ellen fordította. A helyzet tehát úgy alakult, hogy Assur, a nagyhatalom néhány év alatt szorongatott helyzetbe került. Ehhez csak adalék, hogy Assur északi területeit a turukú törzsekkel szövetkezett hurriták fosztogatták, nyugaton pedig Esnunna próbálta területeit nyesegetni, ha már a másik három oldalon nem volt lehetséges a térnyerés.
Hammurapi politikai helyzete rendkívül kedvezővé vált. Nyugaton és keleten szövetségesek - Mári és Larsza. Az északi Esnunnát Mári sakkban tartotta helyette, a korábbi nagyhatalom, Assur pedig tehetetlen, vergődő áldozattá változott. A szövetségi viszonyok az adott időben még roppant fontosak voltak Hammurapi számára, ami kiderül abból, hogy Hammurapi államának rövid válsága (két évtizeddel Samsi-Adad halála után) akkor kezdődött, amikor Larsza ellene fordult.
Rím-Szín csak huszonkilenc év elteltével jött rá arra, hogy rossz lóra tett. Hibáját már nem tudta jóvá tenni, hiába hangolta össze Esnunnával a hadműveleteit - egyszerre támadva északon és keleten -, a Mári–Babilon koalíció erősebbnek bizonyult, még úgy is, hogy ekkorra Mári részvétele csak jelképesnek mondható. Esnunnát még abban az évben legyőzte Hammurapi. Larsza nem tudta kezdeti sikereit kiaknázni - a meghódított déli területeket semmilyen formában nem tudta engedelmességre késztetni.
Zimrí-Lim már egy ideje egyensúlyozni próbált, kiskapukat keresett, amelyen keresztül kijuthatott volna Hammurapi egyre nyomasztóbb hatalma alól. Az ellentét Rapík és környékének birtoklása okán éleződött ki. Mielőtt Assur elfoglalta volna Márit, Rapík Jahdun-Lim fennhatósága alá tartozott. Mikor Hammurapi innen visszaszorította Assurt, elfoglalta Rapíkot (sőt Tuttult is), mely hódítmányokat nem adott vissza Zimrilímnek. Mári uralkodója viszont ragaszkodott hozzájuk, hiszen mintegy a béke zálogát jelenthette volna Hammurapi nagyobb távolsága Máritól, illetve a köztük levő erődítmények. Zimrí-Lim nyíltan ugyan nem fordult Hammurapi ellen, de talán már a Larsza–Esnunna koalíció összekovácsolásában is volt szerepe. Lehetőségei viszont egyre inkább beszűkültek, s Larsza bukása után már csak a korábban főellenségként nyilvántartott Esnunnában bízhatott, melyet Hammurapi a háború hevében nem pacifikált megfelelően. Hammurapi azonban megelőzte, s alig négy évvel Larsza legyőzése után már Mári ellen vonult, s földig rombolta azt. Még ebben az évben Esnunna, majd Assur végleges bekebelezése is megtörtént. Ezzel kialakult az az állam, melyet Óbabiloni Birodalom, vagy amorita Babilon néven ismerünk.
Hammurapi a kortársak és az utókor tiszteletét is kivívta. Sokan végletekbe esnek a jellemzését illetően: egy mindenfelől szorongatott kis állam egyszer csak legyőzi minden ellenfelét és a világ ura lesz. A közhiedelemmel ellentétben nem Hammurapi - illetve állama - gyűrte le a vetélytársakat, hanem ügyesen kijátszva azokat, egymást gyengítették és pusztították, egészen addig, míg az egyetlen lehetséges kimenetel Hammurapi győzelme nem lett. A nagypolitika mintapéldája ez, Hammurapi kétségtelenül a történelem legnagyobb politikusai között van. Első politikai és háborús ténykedéseivel csak állama fennmaradását igyekezett elérni, de a kedvező alkalmakat azonnal felismerte, és mindig a leghatékonyabb módon cselekedett, lehetőségeit maximálisan kihasználva.

### Az Óbabiloni Birodalom hanyatlása
Hammurapi halála után az Óbabiloni Birodalom azonnal hanyatlásnak indult. Ebben a korban a nagybirodalmak még életképtelenek voltak, és ahogy az Akkád Birodalmat is hamarosan megdöntötték a környező területek fejedelmei és nomád törzsei, úgy az Óbabiloni Birodalmat is.

## Uralkodói
| név           | uralkodott (=kb. i. e.) | megjegyzés                                             |
| ------------- | ----------------------- | ------------------------------------------------------ |
| Szumuabum     | kb. 1830–1817           | egyidőben Ilu-suma Asszíriában                         |
| Szumu-la-Él   | 1817–1781               | egyidőben I. Erisum Asszíriában                        |
| Szábium       | 1781–1767               | Szumu-la-Él fia                                        |
| Apil-Szín     | 1767–1749               | Szabium fia                                            |
| Szín-muballit | 1748–1729               | Apil-Szín fia                                          |
| Hammurapi     | 1728–1686               | Zimrí-Lim, Szive-palar-huppak Elámban és I. Samsi-Adad |
| Samsu-ilúna   | 1686–1648               | Hammurapi fia                                          |
| Abi-ésuh      | 1648–1620               | Samsu-iluna fia                                        |
| Ammí-ditána   | 1620–1583               | Abi-ésuh fia                                           |
| Ammí-szaduka  | 1582–1562               |                                                        |
| Samsu-ditána  | 1562–1531               |                                                        |